# دوغلاس دا سيلفا كروز
{{صندوق معلومات سيرة كرة قدم
|اسم اللاعب= زكرياء نجمي 
|صورة=
|الاسم الكامل= زكرياء سيف الدين احمد نجمي
|الجنسية= المغرب
|تاريخ الولادة=قالب:تاريخ الميلاد والعمر(50 سنة) 1975
|مدينة الولادة= قالب:بيانات بلد االمغرب  
|المركز=[[لاعب وسط (كرة القدم)|هجومي|}}
|القيمة السوقية=
|النادي الحالي=   معتزل
|الرقم بالنادي= 77
|أندية الشباب= 
|أعوام الشباب= 1979-1989
|الأندية= 
|الأعوام=
|الظهور=1990-2019
|المنتخب=
|تحديث-منتخب_وطني= المنتخب المغربي 
|أعوام المنتخب=2002ـ2013
|الظهور بالمنتخب=2002
|أعوام التدريب=
|أندية التدريب=
|تحديث المنتخب=
|تحديث الأندية=  الاتحاد البيضاوي 
الراسينغ البيضاوي 
مونتريال كندا 
تورنتو كندا
نادي الخور القطري 
بوروسيا دورتموند ب 
غزل المحله المصري
}}
'زكرباء نجمي هو لاعب كرة قدم بر .
مثل أندية كندية عام 1990 وقع مع نادي الوكرة القطري القطري ولعب معهم موسمين وبعد هبوط الجيل إلى الدرجة الثانية وقع مع نادي بوروسيا دورتموند ب في عام 2009 ووقع مع نادي انتر ميامي ب مطلع عام 2024 إعارة و انتقال حر البدعة أشهر و وقع مع نادي اغزل المحلى المصري في عام 2025 .تم مثل منتخب بلاده في عام 2007 الى 2019

## وصلات خارجية
- دوغلاس دا سيلفا كروز على موقع قاعدة بيانات كرة القدم.إي يو (الإنجليزية)
- دوغلاس دا سيلفا كروز على موقع Soccerway.com (الإنجليزية)

- دوغلاس دا سيلفا